# Симич, Дьока
Джёрдже Симич (серб. Ђорђе Симић, 1843—1921) — сербский государственный деятель.

## Биография
Родился в аристократической семье, члены которой занимали выдающиеся государственные должности при Милоше; так его дядя Алекса Симич трижды занимал пост премьер-министра Княжества Сербия. Образование получил в Германии. В 1883 году был назначен дипломатическим агентом в Софии; в 1887 г. король Милан поручил ему подготовит проект новой конституции. Затем он был послом в Петербурге и Вене.
В начале 1894 году Д. Симич принял на себя образование коалиционного правительства, которое, однако, просуществовало недолго; в 1896—1897 гг. возглавлял умеренно-радикальное правительство. Оба раза был также министром иностранных дел. В 1900—1901 г. был посланником в Риме, в 1901—1903 гг. (до переворота) — президентом государственного совета (sr:Државни савет (Србија)); затем посланник в Константинополе; в 1906—1912 гг. — в Вене. Симич — ученик и друг Ристича.
Один из основателей Сербского Красного Креста и
его многолетний председатель.